# Mulher Gato (canção)
"Mulher Gato" é uma canção gravada pela cantora brasileira Wanessa Camargo e lançada pela Som Livre como single no dia 27 de abril de 2018. A canção foi escrita por Ender Thomas, Ibere Fontes, Jesus “Daleplay” Herrera e Karla Aponte, e produzida por Thomas. "Mulher Gato" é uma canção de estilo pop, com fortes influências de reggaeton, marcando a volta da cantora ao gênero após utilizar o sertanejo como maior fonte de seu trabalho anterior, 33 (2016). A canção usa a metáfora da personagem dos quadrinhos Mulher Gato para se referir a uma mulher decidida e forte que não tem medo de expressar sua sexualidade e que libera suas amarras. Devido ao conteúdo da letra, que utiliza a metáfora envolvendo gatos em diversos versos, a cantora polarizou a internet, recebendo comentários machistas e depreciativos por cantar abertamente sobre o sexo. Tais comentários de cunho machista foram rebatidos pela cantora, que reafirmou o discurso feminista da canção, além de provocar uma discussão de que tais críticas só foram feitas por ser uma mulher cantando tal temática. 
Os críticos de música foram receptivos com "Mulher Gato", destacando o fato da música ter um refrão pegajoso, além de destacarem a letra ousada da canção. Não obstante, a faixa também foi comparada com outras canções da cantora com influências latinas como "Amor, Amor" e "Me Engana Que Eu Gosto". O videoclipe da canção, dirigido pela dupla de diretores brasileiros Os Primos, também estreou no dia 27 de abril de 2018, ultrapassando a marca de 1 milhão de visualizações em menos de 24 horas (sendo o primeiro da cantora a atingir tal feito). O videoclipe utiliza leves referências da personagem Mulher-Gato, além da cantora ter afirmado que o videoclipe também possui inspiração nos clipes "The Way You Make Me Feel" do cantor norte-americano Michael Jackson, e "The Edge of Glory" e "Bad Romance" da cantora norte-americana Lady Gaga. "Mulher Gato" foi adicionada à turnê "Wanessa Camargo Tour" (2018) e cantada pela primeira vez no dia 28 de abril de 2018 no palco da Flexx Club.

## Antecedentes
Em 2015, após sentir-se "sem tesão" pela música pop - mais especificamente pelo segmento eletrônico, cantado em inglês, que tinha elegido por adentrar entre 2011 e 2014 - Wanessa Camargo resolveu voltar a compor, e em meio ao processo criativo do seu oitavo álbum de estúdio, começou a trabalhar com compositores da vertente sertaneja, o que culminou no seu primeiro trabalho totalmente voltado ao gênero, 33 (2016). O álbum recebeu críticas negativas por parte dos críticos de música e por uma parcela de fãs da cantora, que não sentiram verdade no estilo interpretado pela cantora, mesmo com a cantora alegando que perpassou pelo estilo em diversas canções de sua discografia inteira. Após o relançamento físico do álbum em 2017, Wanessa optou por não trabalhar mais com o álbum, e abandonou o estúdio Work Show, que cuidava da sua agenda de shows, continuando apenas na gravadora Som Livre, e assinando com o estúdio Embrashow Eventos, que agencia seu pai, Zezé, da dupla Zezé di Camargo e Luciano.
No último semestre de 2017, Wanessa voltou a compor músicas novas, e rumores começaram a surgir que a cantora poderia voltar com novo material em 2018, sem especificidade de qual gênero a cantora optaria por cantar. No fim de novembro do mesmo ano, a cantora participou como atração surpresa de uma festa pop, e vários rumores surgiram na internet de que a cantora estaria preparando para voltar ao estilo que a consagrou, o pop. Em janeiro de 2018, durante um show em Belo Horizonte, onde o repertório pop da cantora se sobressaiu, a cantora respondeu a um fã que pediu para que ela voltasse ao gênero pop, dizendo que nunca foi embora, reforçando os rumores de que seus próximos trabalhos seriam mais voltados ao estilo. Dois meses depois, no dia 2 de março de 2018, a cantora estreou um monólogo no site de música pop, POPLine, refletindo sua jornada na indústria musical e pedindo por liberdade. Num dos trechos, ela diz: "Não é fácil crescer ouvindo o que você deve ser. Quando se é uma mulher, é simplesmente difícil. Você será desacreditada durante todo o caminho. Eu fui uma delas. A minha própria voz foi calada [...] Mas agora não mais." Em entrevista ao site, a cantora afirmou: "Lançar esse monólogo é muito importante pra mim [...] Mas, a partir daí, tudo será sobre se divertir e apreciar boas músicas, algo que já estamos fazendo é colocar sinais nas minhas redes sociais e nos vídeos promocionais que vou lançar, e tudo irá trazer pistas sobre a minha nova música!."

## Lançamento
Em 7 de março de 2018, Wanessa começou a postar uma série de enigmas sobre uma nova era, anunciando primeiramente uma turnê para o mês subsequente. No pôster promocional, a cantora deixou algumas pistas sobre o que seria um novo single. Do lado esquerdo, de uma forma bem discreta, era possível ler #MEOW, o que despertou nos fãs a possibilidade de ser possíveis iniciais do título da música, enquanto do lado direito, havia uma sequência de números: 241034024007. Algumas semanas depois, a cantora foi vista em reunião com a dupla de diretores de videoclipes Os Primos, para decidir o conceito do possível novo single. No dia 21 de março de 2018, a cantora postou uma série de tweets na rede social, Twitter, dentre eles um gif da atriz Michelle Pfeiffer interpretando o personagem Mulher-Gato no filme Batman: O Retorno (1992) com a frase: "Leitinho quente quer tomar...". Nos outros tweets, a cantora postou dois trechos do que seria um novo single. Após alguns comentários referentes ao estilo da canção, a cantora opinou: "É muito difícil você especificar um gênero em específico nos dias de hoje como música pop! A música pop é o que é popular, ela recebe várias influências e tendências ao longo dos anos!."
No dia 9 de abril de 2018, a cantora substituiu todas as fotos de perfil e banners de suas redes sociais por uma imagem preta, dando a entender que uma nova era estava prestes a iniciar. No Twitter, a cantora atiçou os fãs com a frase: "A era dark chega pra todas." No dia 12 de abril de 2018, Wanessa revelou que a faixa se chamaria "Mulher Gato", e no dia seguinte, marcou seu lançamento para o dia 27 de abril, juntamente com o seu videoclipe, explicando: "Eu decidi fazer um lançamento visual, pois acredito que esta faixa é um pouco cinematográfica – você ouve e imagina coisas! E foi quando conheci o trabalhos dos incríveis ‘Os Primos’, que me ajudaram a trazer o perfeito visual para essa música." A cantora também revelou que "Mulher Gato" inicialmente será o primeiro de vários singles que lançará durante o ano, optando por não lançar um álbum, mas sim uma série de músicas avulsas, sinalizando o desejo de reuni-las num possível DVD ao vivo. Sobre a escolha da canção para se tornar single, a cantora compartilhou no seu site oficial os motivos, dizendo:
| “ | Eu estava me segurando desde setembro passado quando ouvi essa música pela primeira vez. A história de “Mulher Gato” é engraçada. Eu estava em fase de ouvir novas faixas para a minha nova fase e, já com algumas canções favoritas, me apareceu essa música. Eu pensei: “o quê?” Mostrei para a minha equipe e para pessoas próximas, e houve de início um estranhamento. “Como assim, Wanessa?” e eu estava louca com a música, enquanto os meus amigos desconfiados de início, não pararam de miar depois. Desde então, quis preparar com todo o cuidado e paciência do mundo (Oi, Wanessa, ansiosa!!!), e minha equipe e eu decidimos fazer tudo primeiro e apenas lançar! Não dizer nada, não gerar expectativas, não prometer nada. Este trabalho inicial de “Mulher Gato”, com esse suspense, é para que vocês compartilhem comigo o processo misterioso que foi ter essa música em mãos. | ” |

## Composição e gênero
"Mulher Gato" foi escrita pelos compositores latinos Ender Thomas, Ibere Fontes, Jesus “Daleplay” Herrera e Karla Aponte, e produzida por Thomas. Aponte é parceira de composição de Wanessa desde o início de sua carreira, tendo ajudado a escrever diversos sucessos da cantora como "Eu Quero Ser o Seu Amor", "Amor, Amor", "Louca", entre outros, além de ter escrito a recente "Eu Quero Ser a Outra", presente no último álbum da cantora, 33. "Mulher Gato" é considera uma canção do gênero pop, tendo fortes influências latinas, principalmente o reggaeton. A canção inicia com um som de triângulo, típico do forró, para depois entrar uma batida de reggaeton, que predomina a canção inteira. A própria Wanessa afirmou que a canção "resgata antigas influências que nortearam [seus] sucessos como "Amor, Amor"," completando: "[a canção] tem uma sonoridade bacana, a latinidade, que é a minha paixão. É muito divertido poder trazer isso de volta." Para o crítico de música pop Leonardo Torres, do site POPLine, a canção "lembra muito algumas canções que a cantora lançou entre o Transparente Ao Vivo (2004) e o álbum Total (2007). Tem algo latino também, mas "Me Engana Assim Que Eu Gosto [sic]" era mais caliente, por exemplo."
"Mulher Gato" usa elementos do universo dos felinos como metáfora para falar sobre uma mulher sexualmente empoderada que quer "ser livre nas escolhas, ideias, pensamentos e atitudes," libertando de certas amarras e sendo livre para ser quem ela quiser ser. A cantora escreveu em seu site oficial que a canção "é liricamente poderosa e atrevida, ela é divertida, é empoderada! Eu estava com vontade de me divertir um pouco em minha música – mas ao mesmo tempo cantar sobre algo que pra mim é libertador; e essa música fala sobre um tema mais sexual. É importante pra mim, como mulher, falar também sobre isso. Nós também podemos ser sexuais, ou não ser. Mas é o nosso direito e a nossa liberdade ser ou não ser." A cantora também contou: "A primeira vez que ouvi esse single, estranhei muito. Pensei ‘nossa, coisas abusadas’ haha Achei as metáforas muito divertidas! [...] Então acho esta música cumpre um papel muito importante para mim, que é voltar e ter um discurso que eu gosto. Ela fala de uma mulher que sabe o que quer. [...] Mas o que mais me encanta nessa música é a letra, o sensual sem ser explícito, a brincadeira."
Durante o refrão, a cantora canta "passa mal, passa mal [...] me mostra seu instinto animal." Em alguns trechos como "louca para dar... um beijo na sua boca", "leitinho quente quer tomar, me dá" e "me joga para cima que eu caio de quatro" apresentam duplo sentido. O trecho "Me joga pra cima que eu caio de quatro", ao ser revelado previamente pelo site de notícias G1, causou muita polêmica e polarizou a internet. Os comentários de cunho machista, originados após um trecho da canção ter sido revelado, reprovaram a letra da canção pelo fato de Wanessa cantar explicitamente sobre sexo e por ser uma mulher e mãe, o que foi rebatido pela cantora que afirmou, "mesmo que a letra fosse literal assim (o que não é), só porque eu sou mãe não posso falar sobre sexo? Eu não tô morta, querido!! E isso é machista!." Em seu Twitter, a cantora continuou a se defender dos comentários, refletindo: "Por mais que a música pop seja despretensiosa, há assuntos subjetivos em pauta! Mulher Gato está gerando uma discussão que ajuda a desconstruir estigmas sobre o que nós mulheres podemos ou não cantar, fazer ou falar... da forma que a gente quiser".

## Recepção crítica
Apesar de polarizar a internet, críticos de músicas foram receptivos com a canção. A redação do site UOL escreveu que a canção "tem um refrão grudento e trechos ousados." Leonardo Torres do site PopLine foi reticente em relação aos trechos mais ousados, mas teceu uma crítica positiva à canção, dizendo que "a canção parece ter dosado exatamente todos os elementos necessários para abraçar seus diferentes públicos. [...] Está lado a lado com 'Amor Amor', que pode ser cantada para todas essas plateias sem causar desconforto. [...]  Dito isto, adianto: os versos de 'Mulher Gato' não são agressivos quando você ouve a música do início ao fim." Leonardo também destacou em sua resenha que "'Mulher Gato' não soa algo forçado para se encaixar em nenhum nicho específico de mercado, nem traz uma troca brusca de identidade artística. É facilmente inserível na setlist de seus shows, junto com seus maiores sucessos."
Já Renan Guerra do site A Escotilha recebeu a canção de forma mista. Em relação a sua sonoridade, ele foi receptivo, dizendo que "'Mulher Gato' consegue ser uma boa representante das mudanças de Wanessa: é uma faixa pop, brasileira e que tem fôlego até para tocar em baladas sertanejas, sem problemas." Em relação a letra da canção, Guerra a comparou com "algo que lembra aquele rock malicioso dos anos 80 ou até algo do axé da década de 1990. Porém, depois de todos os funks explícitos que ouvimos nos últimos anos, as escolhas 'poéticas' da faixa soam quase pueris, mais para o lado do risível, do que realmente da sensualidade." No fim de sua análise, ele concluiu que: "Apesar de qualquer falha, Wanessa parece mais confortável e segura em 'Mulher Gato'. A canção não tem nada de incrível (tem até seus momentos vergonhosos), mas certamente fará a alegria dos fãs que a acompanham e que esperavam esse retorno ao pop."

## Vídeo musical
O videoclipe da canção tem direção da dupla de diretores brasileiros Os Primos, conhecida por trabalhar nos clipes de "K.O." e "Corpo Sensual" da Pabllo Vittar, além de "Bailando" do Rouge, e foi filmado no dia 6 de abril de 2018. No dia 25 de abril, um teaser do videoclipe foi lançado, e no dia 27 de abril, o videoclipe foi lançado na íntegra. De acordo com a cantora, as principais referências do videoclipe foram "The Way You Make Me Feel do cantor Michael Jackson, "The Edge of Glory" e "Bad Romance" da Lady Gaga, e Gotham City. No videoclipe, a cantora usa roupas reveladoras e justas, segurando um chicote em alguns momentos. No início, a cantora aparece num beco escuro com uma luz neon, depois a cantora é vista num espaço com um fundo branco, interagindo com dois dançarinos.

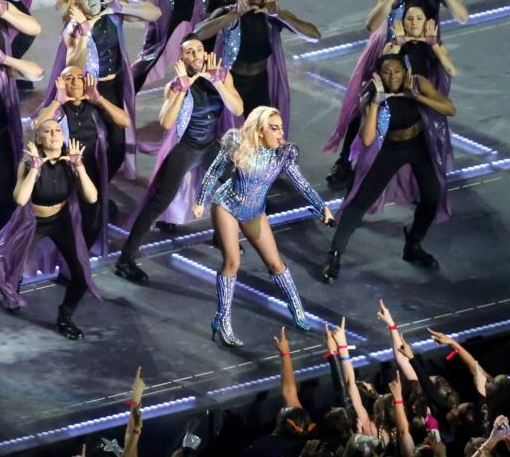
O videoclipe de "Mulher Gato" tem influências dos vídeos de "The Edge of Glory" e "Bad Romance" da cantora Lady Gaga.

Segundo os diretores João Monteiro e Fernando Moraes, "A Wanessa chegou até nós com esta música e ela tinha ideias muito abrangentes e a certeza de que queria mostrar quem realmente ela é como artista. Ela deixou bem claro que buscava nessa parceria conosco a chance de ter voz. A música se chama ‘Mulher Gato’ e para a gente foi muito legal poder criar esse clipe, pois já nos banhamos muito dessas referências do cinema e dos quadrinhos. Traz toda essa imagética e tem tudo a ver com nosso trabalho, que é bem estético, pop." Sobre a sequência do videoclipe, os diretores disseram: 
| “ | O clipe se divide em duas partes, basicamente. Uma bem noturna com essas referências dos quadrinhos e de clássicos do cinema, como a própria Mulher Gato e o Batman. O outro momento é bem claro, com uma luz pop de beleza e que tem referências de artistas como Lady Gaga. É muito interessante que ela busca se renovar, mas ainda assim se vale de uma série de referências clássicas da cultura pop, desde clipes grandiosos da Madonna e Michael Jackson, até a Lady Gaga, que é mais recente. | ” |

O videoclipe ficou na primeira posição dos vídeos em alta do YouTube, além de ter batido o recorde pessoal da cantora, sendo seu primeiro videoclipe a alcançar a marcar de mais de 1 milhão de visualizações em menos de 24 horas.

## Promoção
"Mulher Gato" teve sua primeira performance ao vivo na Flexx Club como parte da estreia da turnê Wanessa Camargo Tour (2018) no dia 28 de abril de 2018.

## Faixas e formatos
| Download digital |               |         |  |
| N.º              | Título        | Duração |  |
| 1.               | "Mulher Gato" | 3:08    |  |

## Histórico de lançamento
| Região | Data                | Formato          | Gravadora |
| ------ | ------------------- | ---------------- | --------- |
| Brasil | 27 de abril de 2018 | Download digital | Som Livre |